# Gonzalo Aguirre Ramírez
Para otras personas, ver Gonzalo Aguirre (desambiguación)
Gonzalo Aguirre Ramírez (Montevideo, 25 de enero de 1940-Montevideo 27 de abril de 2021) fue un abogado y político uruguayo, perteneciente al Partido Nacional. 
Fue el décimo vicepresidente de Uruguay entre 1990 y 1995 durante el gobierno de Luis Alberto Lacalle, y fue senador de la República entre 1985 y 1990.

## Biografía

### Primeros años
Descendiente de José Ramírez Pérez, saladerista en el antiguo Montevideo,Era nieto de Juan Andrés Ramírez Chain, político nacionalista de destacada actuación en la primera mitad del siglo XX, e hijo del abogado Tomás Aguirre Rosselló y de Irene Ramírez García Morales. También era primo del abogado y exministro Juan Andrés Ramírez Turell.
Casado con Marga Sosa, tuvo dos hijos, Gonzalo y Lucas.
Cursó educación primaria y secundaria en la Escuela y Liceo Elbio Fernández, de Montevideo.  Graduado como abogado en la Universidad de la República, con particular formación y versación en Derecho Constitucional. 

### Ámbito político
Durante la dictadura militar se desempeñó como Secretario del Triunvirato que desempeñó la dirección del Partido Nacional en aquel período pautado por la prohibición de la actividad política.
En 1983, junto con el colorado Enrique Tarigo, redactaron la proclama "Por un Uruguay sin exclusiones", para el multitudinario acto que se celebró junto al Obelisco en señal de oposición a la ya languideciente dictadura militar.
Representando al Movimiento Nacional de Rocha, en 1984 fue candidato a Vicepresidente de la República acompañando a Alberto Zumarán en la fórmula del sector que lideraba el proscripto Wilson Ferreira Aldunate. Fue en aquella oportunidad electo senador, ocupando la banca entre 1985 y 1990. 
Entre sus características más descollantes como parlamentario, todos sus colegas son unánimes al subrayar su inteligencia, su capacidad de trabajo, su puntualidad, y particularmente su prodigiosa memoria para recordar articulados enteros de leyes. 
A inicios de 1987, se separa del Movimiento de Rocha y forma el Movimiento Renovación y Victoria, al cual se acercan también Sergio Abreu, Álvaro Ramos, Bari González, Antonio Morell, Rubén Martínez Huelmo y Villanueva Saravia.

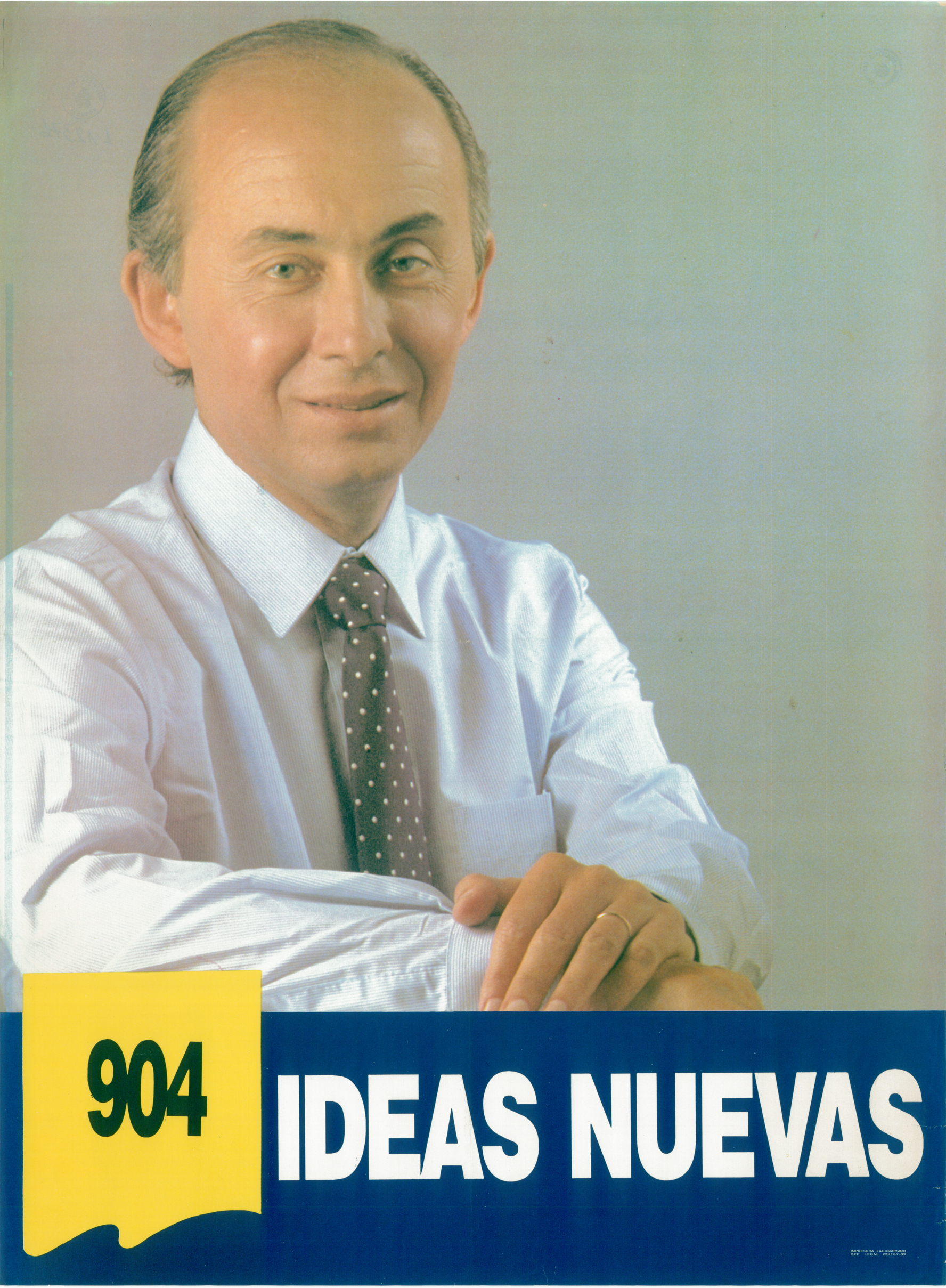
Propaganda política de Gonzalo Aguirre en las elecciones de 1989.

Realiza un acuerdo con el herrerista Luis Alberto Lacalle, y en 1989 fue nuevamente candidato vicepresidencial, pero esta vez acompañando al antes nombrado. Resultó elegido Vicepresidente para el período 1990-1995.
En 1994 proclama su candidatura a la Presidencia de la República, acompañado por Raquel Macedo de Sheppard. Pero pronto declina su postulación, decidiendo acompañar con una lista propia al Senado la candidatura de su primo Juan Andrés Ramírez Turell. No resulta elegido. Nuevamente en 1999 apoya la candidatura de Ramírez, esta vez de cara a las elecciones internas; en las elecciones de octubre de 1999 se postula al Senado, sin ser electo.

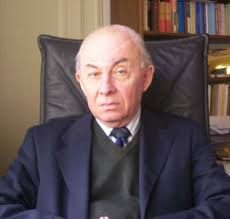
Aguirre en el año 2013.

No volvió a ocupar cargos públicos, continuando en el ejercicio de la abogacía, y del periodismo, particularmente en el diario El País de Montevideo. Con frecuencia actúa como consultor en temas constitucionales; por ejemplo, participó en el equipo que preparó el anteproyecto de reforma constitucional de 1996 (que instaurara las elecciones internas y el balotaje).
A inicios de 2008 decidió apoyar la precandidatura de Lacalle en las elecciones internas de 2009, y se integró al movimiento Unidad Nacional.
Su esposa falleció de cáncer en 2015. 
Afectado de mal de Parkinson, estaba internado en la Asociación Española desde 2019. Con frecuencia recibió visitas y llamadas telefónicas de personalidades políticas.